# Ủy ban Olympic quốc gia châu Đại Dương
Ủy ban Olympic quốc gia châu Đại Dương (viết tắt: ONOC) là một tổ chức quốc tế điều hành hoạt động 17 Ủy ban Olympic quốc gia châu Đại Dương.
Tổ chức này được xem ngang tầm với Hiệp hội Ủy ban Olympic quốc gia (ANOC), và đại diện cho châu lục Đại Dương.

## Các quốc gia thành viên
Bảng liệt kê bên dưới bao gồm tên các quốc gia thành viên, năm được IOC công nhận sự ra đời của Ủy ban riêng quốc gia; lưu ý phân biệt với năm thành lập của các Ủy ban này.
| Quốc gia             | Mã  | Ủy ban Olympic quốc gia                              | Gia nhập  | CThích |
| -------------------- | --- | ---------------------------------------------------- | --------- | ------ |
| Samoa thuộc Mỹ       | ASA | Ủy ban Olympic quốc gia Samoa thuộc Mỹ               | 1987      |        |
| Australia            | AUS | Ủy ban Olympic Australia                             | 1895      |        |
| Quần đảo Cook        | COK | Ủy ban Olympic và Thể thao quốc gia Quần đảo Cook    | 1986      |        |
| Liên bang Micronesia | FSM | Ủy ban Olympic quốc gia Liên bang Micronesia         | 1995/1997 |        |
| Fiji                 | FIJ | Ủy ban Olympic và Thể thao quốc gia Fiji             | 1949/1955 |        |
| Guam                 | GUM | Ủy ban Olympic quốc gia Guam                         | 1976/1986 |        |
| Kiribati             | KIR | Ủy ban Olympic quốc gia Kiribati                     | 2002/2003 |        |
| Quần đảo Marshall    | MHL | Ủy ban Olympic quốc gia Quần đảo Marshall            | 2001/2006 |        |
| Nauru                | NRU | Ủy ban Olympic Nauru                                 | 1991/1994 |        |
| New Zealand          | NZL | Ủy ban Olympic New Zealand                           | 1911/1919 |        |
| Palau                | PLW | Ủy ban Olympic quốc gia Palau                        | 1997/1999 |        |
| Papua New Guinea     | PNG | Ủy ban Olympic Papua New Guinea                      | 1973/1974 |        |
| Samoa                | SAM | Hiệp hội Thể thao và Ủy ban Olympic quốc gia Samoa   | 1983      |        |
| Quần đảo Solomon     | SOL | Ủy ban Olympic quốc gia Quần đảo Solomon             | 1983      |        |
| Tonga                | TGA | Hiệp hội Thể thao và Ủy ban Olympic quốc gia Tonga   | 1963/1984 |        |
| Tuvalu               | TUV | Hiệp hội Thể thao và Ủy ban Olympic quốc gia Tuvalu  | 2004/2007 |        |
| Vanuatu              | VAN | Hiệp hội Thể thao và Ủy ban Olympic quốc gia Vanuatu | 1987      |        |